# Pierre d'Aubusson
Fra' Pierre d'Aubusson, född 1423 och död 3 juli 1503, var en stormästare och furste för johanniterorden.
Fra' d'Aubusson var av fransk släkt och blev 1476 chef för orden. Till hans namn är främst johanniterriddarnas hjältemodiga försvar av ordens ö, Rhodos, mot turkarnas belägring 1480. D'Aubusson stred även i fortsättningen med framgång mot muslimerna och lyckades få Mehmet IIs son Djem i sitt våld. Under sina sista år arbetade Fra' d'Aubusson för ett storstilat planlagt korståg av alla kristna stater; några praktiska följder fick dock inte hans idé.